# Monte Tavianella
Il monte Tavianella (1163 m) è un'altura dell'alto Appennino bolognese.

## Descrizione
Il monte fa parte di un massiccio montuoso che comprende, poco più a nord, anche la vetta del monte Coroncina, rispetto alla quale è di poco più bassa, e il poggio al Termine (815 m). Ai piedi dei due monti, ad una altitudine di 700 m si estende per una lunghezza di quattro chilometri la frazione di Baragazza e l'abitato di Roncobilaccio.
Il monte Tavianella si trova nella parte meridionale del comune di Castiglione dei Pepoli e sulle sue pendici meridionali è abbarbicato l'omonima frazione del suddetto comune, nota e amena località montana dell'Appennino bolognese; il massiccio è ben visibile e raggiungibile pure dall'abitato di Roncobilaccio, posto sul versante settentrionale. Il monte è conosciuto soprattutto per il santuario di Bocca di Rio, un luogo di culto che sorge sulle sue boscose pendici settentrionali.
Dal monte Tavianella nasce il rio delle Mesole, affluente da destra del fiume Setta e il fosso di Farabugino, affluente da sinistra del torrente Gambellato; di notevole interesse naturalistico è il piccolo specchio d'acqua, detto lago di Tavianella, che si trova a sud del massiccio, nella valle del rio delle Mesole, che ne è sia l'immissario che l'emmissario.